# 安提戈涅 (欧律提翁之女)
安提戈涅（古希腊语：Ἀντιγόνη）希臘神話中佛提亚国王欧律提翁的女儿，忒萨利英雄珀琉斯（特洛伊战争中的大英雄阿喀琉斯的父亲）的妻子。
珀琉斯因伙同其弟忒拉蒙殺害異母兄弟福科斯而被父亲埃阿科斯逐出埃癸那岛后，逃亡到佛提亚，受到国王欧律提翁的青睐。欧律提翁为珀琉斯洗除了罪行，并把女儿安提戈涅嫁给他，还分给他三分之一的领土作为嫁妆。然而好景不长，珀琉斯在卡吕冬狩猎野猪（此即希腊神话中著名的卡吕冬狩猎，希腊世界的所有英雄都参加了这次狩猎）时不慎誤殺了自己的岳父。在犯下这件罪行后，珀琉斯又被迫逃往伊俄尔科斯。
在伊俄尔科斯，当地国王阿卡斯托斯为珀琉斯洗净了误杀欧律提翁之罪。阿卡斯托斯的妻子阿斯梯达弥亚企图勾引珀琉斯，但被珀琉斯轻蔑地拒绝了。怒火中烧的阿斯梯达弥亚给安提戈涅写了一封信，谎称珀琉斯已经抛弃了她并与阿卡斯托斯的女儿结婚。安提戈涅收到此信后对其中内容信以为真，在绝望中上吊自杀了。

## 资料来源
- 本条目包含来自公有领域出版物的文本: Chisholm, Hugh (编).  (第11版). London: Cambridge University Press. 1911.
- 《世界神话辞典》，辽宁人民出版社，ISBN 7-205-00960-X